# Changzhou Olympic Sports Center
Das Changzhou Olympic Sports Center (chinesisch: 常州奥林匹克体育中心) ist ein 2008 eröffnetes Stadion in Changzhou in der chinesischen Provinz Jiangsu. Es bietet Platz für 38.000 Zuschauer. 
Daran angeschlossen befindet sich die Mehrzweckhalle Changzhou Olympic Sports Center Gym, in der 6.000 Zuschauer Platz finden. Sie war Austragungsort der China Masters-BWF Super Series und des National Women’s Volleyball Grand Prix. Es war einer der Austragungsorte der Handball-Weltmeisterschaft der Frauen 2009.